# Grace Under Pressure
Grace Under Pressure är det tionde studioalbumet av kanadensiska rockbandet Rush, släpptes 12 april 1984. Albumet nådde #10 på Billboard 200 Listan och sålde platina i USA på dess första utgåva.
Grace Under Pressure är det sista albumet av Rush som alla låtar var spelad live.
På baksidan är ett porträtt av fotografen Yousuf Karsh. Den ursprungliga vinylpressningen presenterade också ett foto föreställande ett ägg som hålls i en C-klämma. Dessutom var omslagsbilden målad av Hugh Syme, en som länge har bidragit till Rush visuella estetik ända sedan han var med som gästmusiker på låten "Tears" från 2112.
Albumet producerades av bandet själva, med hjälp av Peter Henderson, som bl.a. arbetat med Supertramp.

## Låtlista
Sida ett
1. "Distant Early Warning" - 4:56
2. "Afterimage"   - 5:03
3. "Red Sector A" - 5:09
4. "The Enemy Within"  - 4:34

Sida två
1. "The Body Electric" - 4:59
2. "Kid Gloves" - 4:17
3. "Red Lenses" - 4:41
4. "Between the Wheels" - 5:44